# بازار حاج‌آقاعلی
مجموعه حاج آقا علی نزدیک مجموعه ابراهیم خان واقع شده و از آثار اواخر قرن سیزدهم هجری قمری می باشد که حاج آقا علی، مشهور به زعیم ا… تاجر رفسنجانی آن را ساخته است. این مجموعه مشتمل بر بازار، کاروانسرا، مسجد و آب‌انبار است.
بازار حاج آقاعلی قبل از احداث خیابان شریعتی، در امتداد بازار عزیز و پیوسته به آن بود در حال حاضر از خیابان شریعتی شروع و به سمت جنوب تا راسته بازار کفاش ها امتداد دارد. در گذشته، به علت وجود چند باب مغازه آهنگری، این بازار به نام بازار آهنگری معروف بود.
داخل بازار حاج آقاعلی مدرسه معصومیه، کاروانسرا، آب‌انبار و مسجد چهل ستون قرار دارد. تعداد مغازه های آن همراه با حجره های کاروانسرا ۸۶ باب می‌باشد که در گذشته آهنگری، فرش فروشی، قنادی، قصابی، خواروبار فروشی و … بوده است. مغازه‌های این بازار در سال‌های اخیر به عنوان طلافروشی استفاده می‌شود.

## نگارخانه

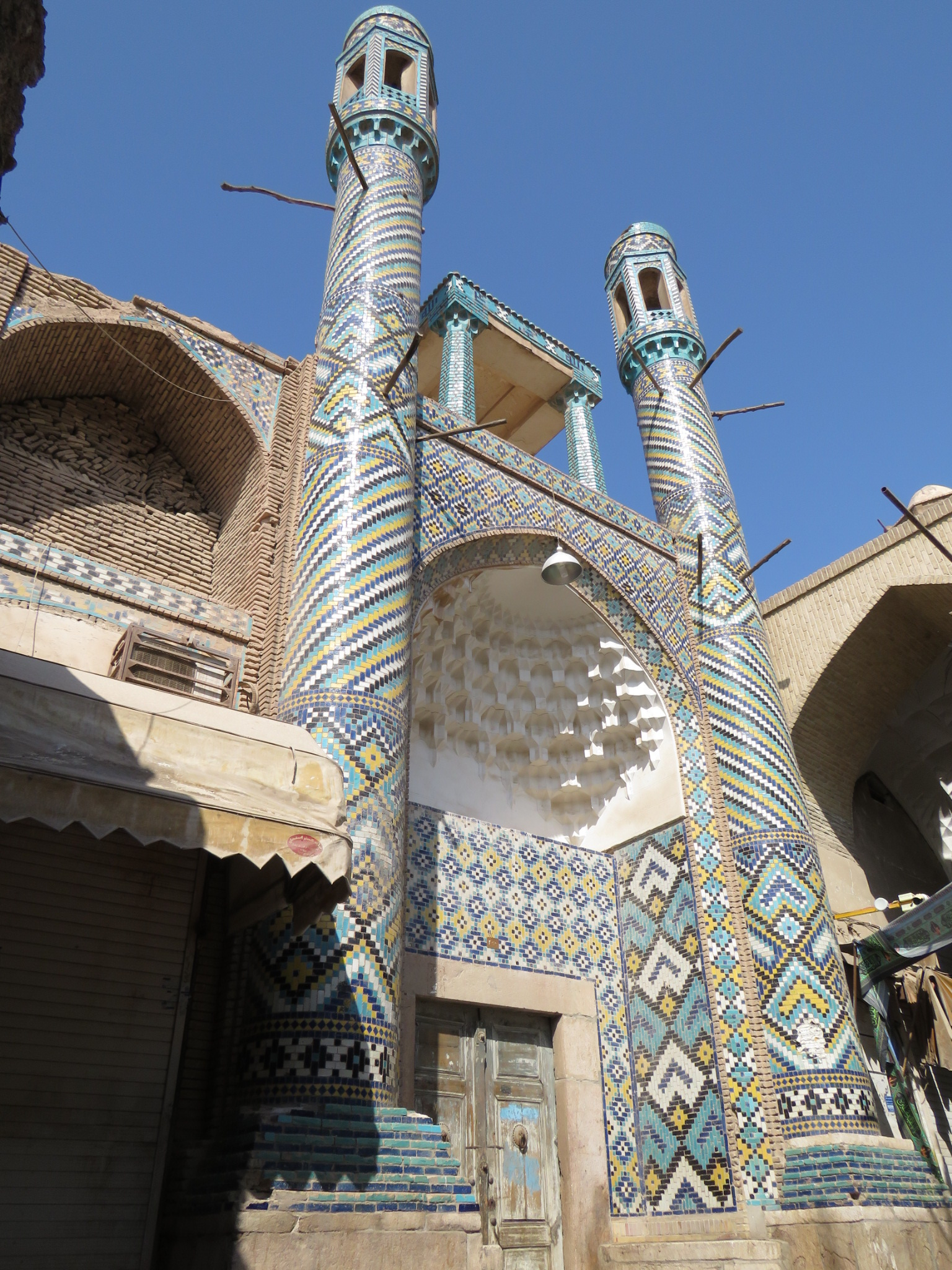
ورودی مسجد حاج آقاعلی از داخل بازار